# Norwegischer Fußballpokal der Männer 1994
Der norwegische Fußballpokal 1994 (kurz auch NM-Cup 1994 genannt) war die 89. Austragung des Fußballpokalwettbewerbs der Männer. Im Duell der Zweitligisten sicherte sich der Molde FK mit dem Pokalsieg den ersten nationalen Titel. Das Team setzte sich im Finale mit 3:2 gegen Lyn Oslo durch. Durch den Sieg qualifizierte sich Molde für den Europapokal der Pokalsieger 1995/96.
Im Gegensatz zur Vorsaison wurden die Halbfinalspiele in Hin- und Rückspiel ausgetragen.

## 1. Runde
| Datum      |                       | Ergebnis                |                     |
| ---------- | --------------------- | ----------------------- | ------------------- |
| 03.05.1994 | Skarbøvik IF          | 0:1                     | IL Hødd             |
|            | Steinkjer FK          | 3:0                     | SK Nessegutten      |
| 04.05.1994 | Alta IF               | 3:0                     | Skjervøy IK         |
|            | Aurskog-Finstadbru SK | 1:2                     | Drøbak/Frogn IL     |
|            | Biri IL               | 1:4                     | Faaberg IL          |
|            | IL Bjarg              | 0:5                     | Sogndal IL          |
|            | Brattvåg IL           | 2:5 n. V.               | Aalesunds FK        |
|            | Byåsen IL             | 2:3                     | IL Stjørdals-Blink  |
|            | Egersunds IK          | 3:2                     | Sandnes Ulf         |
|            | Eidsvold Turn         | 2:5                     | Jevnaker IF         |
|            | Elverum FK            | 2:0                     | Tynset IF           |
|            | SK Falk Horten        | 0:1                     | SK Sprint-Jeløy     |
|            | FL Fart               | 1:3                     | Ham-Kam             |
|            | FK Fauske/Sprint      | 0:3                     | FK Bodø/Glimt       |
|            | Florvåg IF            | 1:2                     | Bjørnar IF          |
|            | Florø SK              | 2:1                     | Volda TI            |
|            | Follese FK            | 0:6                     | Brann Bergen        |
|            | Fossum IF             | 2:3                     | Lørenskog IF        |
|            | Fram Larvik           | 1:0                     | Mjøndalen IF        |
|            | FK Gevir Bodø         | 2:2 n. V. (13:12 i. E.) | IL Stålkameratene   |
|            | SF Grei               | 1:3                     | Bærum SK            |
|            | Grue IL               | 1:2                     | SFK Mercantile Oslo |
|            | Hana IL               | 3:2                     | Kopervik IL         |
|            | Harstad IL            | 6:0                     | Sortland IL         |
|            | FK Haugesund          | 2:1                     | SK Vard Haugesund   |
|            | Holmen IF             | 0:3                     | Strømmen IF         |
|            | Kjelsås IL            | 4:5                     | Fredrikstad FK      |
|            | Kolstad IL            | 1:1 n. V. (3:4 i. E.)   | Nardo FK            |
|            | Kvamskameratene       | 00:10                   | Rosenborg Trondheim |
|            | Kvik Halden FK        | 0:2                     | Sarpsborg FK        |
|            | Lyngen/Karnes IL      | 0:3                     | Tromsdalen UIL      |
|            | FK Mandalskameratene  | 1:3                     | Klepp IL            |
|            | Moss FK               | 2:0                     | FK Ørn              |
|            | FK Narvik/Nor         | 1:0                     | FK Mjølner-Narvik   |
|            | Nordlys IL            | 1:9                     | Tromsø IL           |
|            | Nybergsund IL         | 1:2 n. V.               | Kongsvinger IL      |
|            | Nymark IL             | 4:4 n. V. (4:1 i. E.)   | Åsane IL            |
|            | Odd Grenland          | 3:3 n. V. (5:4 i. E.)   | SK Snøgg            |
|            | Odda IL               | 0:2                     | Fyllingen Fotball   |
|            | Os TF                 | 1:2                     | Fana IL             |
|            | Randaberg IL          | 1:2                     | Viking Stavanger    |
|            | Rissa IL              | 0:5                     | Orkdal IL           |
|            | Rælingen FK           | 0:6                     | Lillestrøm SK       |
|            | Sandefjord BK         | 0:1                     | Strømsgodset IF     |
|            | Selbak TIF            | 2:3                     | Lyn Oslo            |
|            | IF Skarp              | 1:2                     | Finnsnes IL         |
|            | Stabæk IF             | 3:0                     | Holter IF           |
|            | Stovnerkameratene BK  | 2:6                     | Vålerenga Oslo      |
|            | Strindheim IL         | 0:1                     | Melhus IL           |
|            | Sunndal Fotball       | 1:3                     | Åndalsnes IF        |
|            | Surnadal IL           | 1:4                     | Molde FK            |
|            | Sørumsand IL          | 3:2 n. V.               | IF Liv/Fossekallen  |
|            | Teie IF               | 2:6                     | Eik IF Tønsberg     |
|            | Ullern IF             | 0:1                     | Skeid Oslo          |
|            | SK Vedavåg Karmøy     | 1:6                     | FK Vidar            |
|            | FK Vigør              | 1:4                     | Flekkefjord FK      |
|            | Vindbjart FK          | 0:5                     | Start Kristiansand  |
|            | Vuku IL               | 3:5                     | Verdal IL           |
|            | Vågakameratene IL     | 0:3                     | Grovfjord IL        |
|            | Ørsta IL              | 1:0                     | Langevåg IL         |
|            | Øyestad IF            | 0:2                     | IF Pors             |
|            | Ålgård FK             | 1:2                     | Bryne FK            |
|            | Åssiden IF            | 2:1                     | IL Runar Sandefjord |
| 05.05.1994 | Råde IL               | 1:1 n. V. (4:5 i. E.)   | Ski IL              |

## 2. Runde
| Datum      |                     | Ergebnis  |                     |
| ---------- | ------------------- | --------- | ------------------- |
| 18.05.1994 | Bjørnar IF          | 0:1       | Fana IL             |
|            | Melhus IL           | 1:0       | Nardo FK            |
|            | FK Narvik/Nor       | 1:0       | Alta IF             |
|            | Orkdal IL           | 5:3 n. V. | Steinkjer FK        |
|            | SK Sprint-Jeløy     | 0:5       | Moss FK             |
|            | Verdal IL           | 0:6       | Rosenborg Trondheim |
|            | Åndalsnes IF        | 1:3 n. V. | Elverum FK          |
| 19.05.1994 | Bryne FK            | 2:1 n. V. | Hana IL             |
|            | Bærum SK            | 3:2 n. V. | Åssiden IF          |
|            | Egersunds IK        | 0:7       | Start Kristiansand  |
|            | Faaberg IL          | 2:7       | Lillestrøm SK       |
|            | Finnsnes IL         | 1:5       | FK Bodø/Glimt       |
|            | Flekkefjord FK      | 2:5       | Viking Stavanger    |
|            | Florø SK            | 0:1       | Sogndal IL          |
|            | Fram Larvik         | 2:1       | Strømsgodset IF     |
|            | Fredrikstad FK      | 2:1       | Drøbak/Frogn IL     |
|            | Grovfjord IL        | 1:4       | Tromsø IL           |
|            | FK Haugesund        | 0:2       | Fyllingen Fotball   |
|            | Jevnaker IF         | 3:0       | Strømmen IF         |
|            | Klepp IL            | 2:1       | FK Vidar            |
|            | Lyn Oslo            | 2:0       | Ski IL              |
|            | Lørenskog IF        | 0:2       | Kongsvinger IL      |
|            | SFK Mercantile Oslo | 0:2       | Stabæk IF           |
|            | Nymark IL           | 0:4       | Brann Bergen        |
|            | IF Pors             | 0:1       | Eik IF Tønsberg     |
|            | Sarpsborg FK        | 0:1 n. V. | Vålerenga Oslo      |
|            | Skeid Oslo          | 1:3       | Odd Grenland        |
|            | IL Stjørdals-Blink  | 3:1       | FK Gevir Bodø       |
|            | Sørumsand IL        | 1:3       | Ham-Kam             |
|            | Tromsdalen UIL      | 2:0 n. V. | Harstad IL          |
|            | Ørsta IL            | 1:8       | Molde FK            |
|            | Aalesunds FK        | 1:2 n. V. | IL Hødd             |

## 3. Runde
| Datum      |                    | Ergebnis  |                     |
| ---------- | ------------------ | --------- | ------------------- |
| 08.06.1994 | Eik IF Tønsberg    | 1:2       | Lyn Oslo            |
|            | Fredrikstad FK     | 1:2       | Lillestrøm SK       |
|            | Fyllingen Fotball  | 0:1       | Moss FK             |
|            | Ham-Kam            | 1:0 n. V. | Elverum FK          |
|            | IL Hødd            | 4:0       | IL Stjørdals-Blink  |
|            | Jevnaker IF        | 1:0       | Stabæk IF           |
|            | Klepp IL           | 1:4       | Brann Bergen        |
|            | Melhus IL          | 0:1       | Tromsø IL           |
|            | FK Narvik/Nor      | 0:1       | Rosenborg Trondheim |
|            | Odd Grenland       | 1:0       | Kongsvinger IL      |
|            | Orkdal IL          | 1:2       | Molde FK            |
|            | Sogndal IL         | 2:1       | Bærum SK            |
|            | Start Kristiansand | 4:1       | Bryne FK            |
|            | Tromsdalen UIL     | 0:2       | FK Bodø/Glimt       |
|            | Vålerenga Oslo     | 2:0       | Fram Larvik         |
|            | Viking Stavanger   | 9:0       | Fana IL             |

## 4. Runde
| Datum      |                     | Ergebnis |                    |
| ---------- | ------------------- | -------- | ------------------ |
| 20.07.1994 | FK Bodø/Glimt       | 1:2      | IL Hødd            |
|            | Brann Bergen        | 2:0      | Vålerenga Oslo     |
|            | Lyn Oslo            | 2:0      | Ham-Kam            |
|            | Molde FK            | 4:3      | Jevnaker IF        |
|            | Molde FK            | 2:1      | Viking Stavanger   |
|            | Rosenborg Trondheim | 5:1      | Start Kristiansand |
|            | Sogndal IL          | 0:1      | Odd Grenland       |
|            | Tromsø IL           | 2:0      | Lillestrøm SK      |

## Viertelfinale
| Datum      |                     | Ergebnis  |              |
| ---------- | ------------------- | --------- | ------------ |
| 17.08.1994 | IL Hødd             | 3:5 n. V. | Lyn Oslo     |
|            | Molde FK            | 0:0       | Tromsø IL    |
|            | Odd Grenland        | 1:4       | Moss FK      |
|            | Rosenborg Trondheim | 2:0       | Brann Bergen |

## Halbfinale
| Datum             |          | Gesamt |                     | Hinspiel | Rückspiel |
| ----------------- | -------- | ------ | ------------------- | -------- | --------- |
| 03.09./10.09.1994 | Molde FK | 4:3    | Rosenborg Trondheim | 2:1      | 2:2       |
| 04.09./11.09.1994 | Lyn Oslo | 3:2    | Moss FK             | 2:0      | 1:2       |

## Finale
| Molde FK                                    | Molde FK | Lyn Oslo | Lyn Oslo |
| ------------------------------------------- | --- | --- | -------- |
| Molde FK                                    | \| Finale \| \| 23. Oktober 1994 in Oslo (Ullevaal-Stadion) \| \| Ergebnis: 3:2 (2:1) \| \| Zuschauer: 24.524 \| \| Schiedsrichter: Terje Singsaas \| \| Spielbericht \| | \| Finale \| \| 23. Oktober 1994 in Oslo (Ullevaal-Stadion) \| \| Ergebnis: 3:2 (2:1) \| \| Zuschauer: 24.524 \| \| Schiedsrichter: Terje Singsaas \| \| Spielbericht \|                                                                    | Lyn Oslo |
| Molde FK                                    | Morten Bakke – Trond Strande, Sindre Rekdal, Jose Maria „Flaco“ Glaria Avizanda, Knut Anders Fostervold – Ulrich Møller , Tarje Nordstrand Jacobsen (86. Andre Nevstad), Kjetil Rekdal, Daniel Berg Hestad (80. Tor Gunnar Johnsen) – Arild Stavrum, Ole Bjørn Sundgot Cheftrainer: Åge Hareide | Ståle Oldeide – Thomas Østvold (90. Tom Buer), Thomas Wæhler, Anders Eriksson, Sigbjørn Kolnes – Sture Fladmark, Stein Amundsen, Axel Kolle – Jan Derek Sørensen, Jo Tessem, Tommy Bergersen (75. Anders Rønnevig) Cheftrainer: Olle Nordin | Lyn Oslo |
| Molde FK                                    | 1:1 Tarje Nordstrand Jacobsen (12.) 2:1 Ole Bjørn Sundgot (42.) 3:1 Arild Stavrum (48.) | 0:1 Jo Tessem (9.) 3:2 Jan Derek Sørensen (59.) | Lyn Oslo |
| Molde FK                                    | Ulrich Møller (7.), Flaco (58.) | Sigbjørn Kolnes (6.) | Lyn Oslo |
| Finale                                      | | |          |
| 23. Oktober 1994 in Oslo (Ullevaal-Stadion) | | |          |
| Ergebnis: 3:2 (2:1)                         | | |          |
| Zuschauer: 24.524                           | | |          |
| Schiedsrichter: Terje Singsaas              | | |          |
| Spielbericht                                | | |          |